# Liste de kibboutzim
Cette  liste des kibboutz ou kibboutzimי spécifie  les mouvements d'affiliation et années de fondation. 

## Kibboutzim membres duMouvement des Kibboutz
| - Adamit (1958) - Afek (1939) - Afik (1967) - Afikim 1932) - Almog (1977) - Allonim (1938) - Alumot - Ami'ad (1946) - Amir (1939) - Ashdot Ya'akov Ihud (1933) - Ashdot Ya'akov Meuhad (1933) - Ayelet HaShahar (1918) - Bahan (1953) - Bar'am (1949) - Barkai (1949) - Be'eri (1946) - Beit Alfa (1922) - Beit Guvrin (1949) - Beit HaArava (1939) - Beit HaEmek (1949) - Beit HaShita (1928) - Beit Kama (1949) - Beit Keshet (1944) - Beit Nir (1955) - Beit Zera (1921) - Beth-El (1970) - Bror Hayil (1948) - Dafna (1939) - Dalia (1939) - Dan (1939) - Degania Alef (1910) - Degania Bet - Dorot (1941) - Dovrat (1948) - Dvir (1951) - Eilon (1938) - Eilot (1962) - Ein Carmel (1947) - Ein Dor (1948) - Ein Gedi (1953) - Ein Gev (1937) - Ein HaHoresh (1931) - Ein HaMifratz (1938) - Ein Harod (Ihud) (1952) - Ein Harod (Meuhad) (1952) - Ein HaShlosha (1950) - Ein HaShofet (1937) - Ein Shemer (1927) - Ein Zivan (1968) - Einat (1925) - El Rom (1971) - Elifaz (1982) - Erez (en) (1950) - Eshbal (1998) - Evron (1937) - Eyal (1949) - Ga'aton (1948) - Ga'ash (1951) - Gadot (1949) - Gal On (1946) - Galed (1945) - Gan Shmuel (1920) - Gat (1941) - Gazit (1948) - Gesher (1939) - Gesher HaZiv (1949) - Geshur (1971) - Geva (1921) - Gevim (1947) - Gezer (1945) - Gevim (1947) - Gilgal (1972) - Ginegar (1922) - Ginosar (1937) - Givat Brenner (1928) | - Givat Haim (Ihud) (1953) - Givat Haim (Meuhad) (1953) - Givat HaShlosha (1925) - Givat Oz (1949) - Glil Yam (1943) - Gonen (1951) - Grofit (1966) - Gvat (1926) - Gvulot (1943) - HaGoshrim - Hahoterim - Hamadia (1939) - Hanaton (1984) - Hanita (1938) - HaOgen - Harduf - Harel - Hasolelim - Hatzerim (1946) - Hatzor (1946) - Hazorea - Heftziba (1922) - Holit - Horshim (1955) - Hukok (1945) - Hulda (1930) - Kabri (1949) - Kalia (1974) - Karmia - Kerem Shalom (1967) - Ketura (1970) - Kfar Aza (1951) - Kfar Blum (1943) - Kfar Daniel (1949) - Kfar Giladi (1916) - Kfar HaMaccabi (1936) - Kfar HaNassi (1948) - Kfar Haruv (1973) - Kfar Masaryk (1933) - Kfar Menahem - Kfar Ruppin (1938) - Kfar Szold (1942) - Kiryat Anavim - Kissufim (1951) - Kramim - Kvoutzat Kinneret (1909) - Lahav - Lehavot HaBashan - Lehavot Haviva (1949) - Lohamei HaGeta'ot (1949) - Lotan (1983) - Ma'abarot (1925) - Ma'agan Michael (1949) - Ma'ale HaHamisha (1938) - Ma'anit (1942) - Magal (1953) - Manara (1943) - Maoz Haim (1937) - Mashabei Sadeh - Matzuba - Ma'ayan Barukh - Megiddo (1949) - Merhavia - Metzer - Migvan - Mishmar HaEmek (1922) - Mishmar HaNegev (1946) - Mishmar HaShlosha (1937) - Mizra - Na'an - Nahal Oz (1951) - Nahsholim (1948) - Nahshonim (1949) - Néot Mordékhaï (1946) - Néot Smadar (1989) - Mesilot (1938) - Netiv HaLamed-Heh - Netzer Sereni (1961) | - Neve Eitan (1938) - Neve Harif (1987) - Neve Ilan (1978) - Neve Ur (1948) - Neve Yam (1939) - Nir Am (1949) - Nir David (1936) - Nir Eliyahu (1950) - Nir Oz (1955) - Nir Yitzhak (1949) - Nirim (1946) - Nitzanim (1951) - Or HaNer (1957) - Ortal (1978) - Palmach-Tzuva - Palmachim (1949) - Parod (1949) - Pelekh - Ramat David (1926) - Ramat HaKovesh (1932) - Ramat HaShofet (1941) - Ramat Rachel (1925) - Ramat Yohanan (1931) - Ramot Menashe (1948) - Ravid (1981) - Re'im (1949) - Regavim (1948) - Reshafim (1948) - Retamim (1988) - Revadim (1947) - Revivim (1943) - Rosh HaNikra (1949) - Ruhama (1944) - Sa'ar (1948) - Samar (1976) - Sarid (1926) - Sasa (1949) - Sde Boker (1952) - Sdé-Nahum (1937) - Sde Nehemia (1940) - Sde Yoav (1956) - Sdot Yam (1940) - Sha'ar HaAmakim (1935) - Sha'ar HaGolan (1937) - Shamir (1944) - Shefayim (1935) - Shomrat (1948) - Shoval (1946) - Snir (1967) - Sufa (1975) - Tamuz (1987) - Tel Katzir (1949) - Tel Yitzhak (1938) - Tel Yosef (1921) - Tlalim (1980) - Tuval (1981) - Tze'elim (1947) - Tzivon (1980) - Tzora (1948) - Urim (1946) - Usha (1937) - Yad Hannah (1950) - Yad Mordechai (1943) - Yagur (1922) - Yahad (1984) - Yahel (1976) - Yas'ur (1949) - Yekhi'am (1946) - Yifat - Yiftah (1948) - Yiron (1949) - Yizre'el (1948) - Yotvéta (1957) - Zikim (1949) |

## Kibboutz membres duMouvement des kibboutz religieux
| - Alumim (1966) - Be'erot Yitzhak (1943) - Beit Rimon (1979) - Ein Tzurim (1946) - Ein HaNatziv (1946) - Kfar Etzion (1927, 1934, 1943, 1967) - Lavi - Ma'ale Gilboa | - Meirav - Migdal Oz (1977) - Rosh Tzurim - Sa'ad (1947) - Sde Eliyahu (1939) - Shluhot (1948) - Tirat Zvi (1937) - Yavne (1941) |

## kibboutz religieux non affiliés
- Hafetz Haim
- Sha'alvim

## ex kibboutz privatisés
- Beit Oren (1939)
- Masada
- Yakum (1938/1947)